# Reiter ohne Gnade
Reiter ohne Gnade (Originaltitel: Kansas Raiders) ist ein US-amerikanischer Western aus dem Jahr 1950 von Ray Enright mit Audie Murphy, Brian Donlevy und Marguerite Chapman in den Hauptrollen. Der Film wurde von Universal-International Pictures produziert.

## Handlung
Während des Amerikanischen Bürgerkrieges reiten die Brüder Jesse und Frank James, Cole und James Younger sowie deren Freund Kit Dalton nach Lawrence in Kansas. Dort werden sie für Mitglieder der gefürchteten Guerillatruppe unter William Clark Quantrill gehalten. Quantrills Verband kämpft auf Seiten der Südstaaten und ist für seine Brutalität berüchtigt. Die fünf Freunde werden zum Tod durch den Strang verurteilt. Bevor es zur Hinrichtung kommt, werden sie durch das Eintreffen von Unionssoldaten gerettet. Sie können den Captain überzeugen, nichts mit den Guerillas zu tun zu haben und werden freigelassen. 
Später stoßen die Freunde auf Quantrills Lager. Sie werden Zeuge eines Standgerichts gegen einen gefangenen Unionssoldaten. Der Soldat fordert, als Kriegsgefangener behandelt zu werden, wird aber von Quantrill getötet. Tate, einer von Quantrills Männern, macht sich über Jesses jugendliche Erscheinung lustig. Es kommt zu einem Kampf, bei dem Jesse Tate tötet. Dies beeindruckt Quantrill, der Jesse zu seiner rechten Hand macht. Quantrills Freundin Kate Clarke macht ihrem Freund den Vorwurf, ein blutrünstiger Mörder zu sein. Als Jesse ihr am nächsten Tag erklärt, dass er und seine Freunde zu Quantrill gestoßen seien, weil ihre Familien von Unionssoldaten getötet wurden, entgegnet Kate, dass Quantrill selber zu einem Mörder geworden ist. 
Als die Guerillas eine Farm überfallen kommt es zu Mord und Plünderung, was Jesse so abstößt, dass er die Truppe verlassen will. Kate schlägt vor, zusammen zu gehen, doch als Quantrill verspricht, das Töten nach Möglichkeit einzustellen, bleibt Jesse. Als es beim Angriff auf Lawrence zu einem Massaker kommt, bei dem Männer, Frauen und Kinder umkommen, wird Jesse klar, dass sich nichts geändert hat. Während andere die Truppe verlassen, sehen Jesse und seine Freunde keine andere Alternative, als mit den Guerillas weiterzureiten. 
Das Versteck, eine abgelegene Hütte, wird von Unionssoldaten angegriffen, dabei wird Quantrill schwer an den Augen verletzt. Jesse übernimmt das Kommando. Die Soldaten verlangen die Auslieferung des Anführers bis zum nächsten Tagesanbruch. Einer nach dem anderen, auch Kate, flüchten in die Dunkelheit, bis nur noch Jesse und Quantrill übrig sind. Jesse weigert sich, Quantrill zu verlassen und wird von diesem aus der Hütte gestoßen. Dann schreitet der Guerillaführer nach draußen zu den Soldaten, die ihn erschießen. Jesse reitet mit seinen Freunden davon.

## Produktion

### Hintergrund
Gedreht wurde der Film von Mitte Mai bis zum 26. Juni 1950 in Kanab (Utah), in der Sonora-Wüste in Arizona sowie in den Universal-Studios in Universal City.
Laut einem Bericht im The Hollywood Reporter vom 6. Juni 1950 mussten die Dreharbeiten wegen eines Heuschreckenschwarms unterbrochen werden.

### Stab
Bernard Herzbrun und Emrich Nicholson oblag die künstlerische Leitung. Russell A. Gausman und Ruby R. Levitt waren für das Szenenbild zuständig, Bill Thomas für die Kostüme, Bud Westmore und Jack Kevan für das Maskenbild. Verantwortliche Toningenieure waren Leslie I. Carey, Glenn E. Anderson und John W. Rixey. Joseph Gershenson war der musikalische Direktor.

## Synchronisation
Die deutsche Synchronfassung entstand 1951 im Auftrag der Berliner Synchron GmbH Wenzel Lüdecke unter der Dialogregie von Peter Elsholtz nach einem Dialogbuch von Fritz A. Koeniger.
| Rolle                 | Schauspieler       | Deutscher Synchronsprecher |
| --------------------- | ------------------ | -------------------------- |
| Jesse James           | Audie Murphy       | Eckart Dux                 |
| Col. Quantrill        | Brian Donlevy      | Peter Pasetti              |
| Kate Clarke           | Marguerite Chapman | Marion Degler              |
| Bill Anderson         | Scott Brady        | Peter Elsholtz             |
| Kit Dalton            | Tony Curtis        | Herbert Stass              |
| Captain der Union     | Richard Arlen      | Siegfried Schürenberg      |
| Frank James           | Richard Long       | Horst Niendorf             |
| Cole Younger          | James Best         | Edgar Ott                  |
| Anführer der Red Legs | John Kellogg       | Wolfgang Eichberger        |
| James Younger         | Dewey Martin       | Gerd Martienzen            |
| Willie                | George Chandler    | Friedrich Joloff           |

## Veröffentlichung
Die Premiere des Films fand am 15. November 1950 statt. In der Bundesrepublik Deutschland kam er am 4. Januar 1951 in die Kinos.

## Kritiken
Der Filmkritiken-Aggregator Rotten Tomatoes hat in einer Auswertung ein Publikumsergebnis von 36 Prozent positiver Bewertungen ermittelt.
Das Lexikon des internationalen Films schrieb: „Handlungsreicher Audie-Murphy-Western mit atmosphärisch treffendem Zeitkolorit.“
Robert W. Butler schrieb in seiner Kritik für die Kansas City Public Library, der Film sage mehr über das Filmemachen Hollywoods aus, als über die Ära, in der er spielt. Niemand mit ein wenig Verstand schaue einen Film wegen der historischen Genauigkeit. Kansas Raiders hingegen mache so viele Fehler, dass es rekordverdächtig sei.
Der Kritiker des TV Guide sah einen Film mit guter Besetzung, der an der feigen Darstellung des Themas leide. Es gebe keinen Versuch der Charakterzeichnung, stattdessen werden die berühmten Namen inmitten von Überfällen und Ritten eingeworfen. Actionfans werden zufrieden sein, aber es wurde großes Potential verschwendet.